# AbsolutePunk
AbsolutePunk est un site web communautaire et source pour musique alternative, fondé par Jason Tate (CEO le plus récent). Pendant son existence, le site web se consacre principalement aux groupes et artistes inconnus du grand public, mais aussi à des groupes de renom comme Blink-182, Fall Out Boy,, My Chemical Romance, New Found Glory, Brand New, Taking Back Sunday, The Gaslight Anthem, Anberlin, Thrice, All Time Low, Jack's Mannequin, Yellowcard, Paramore, Relient K, et A Day to Remember. Le site web se consacre aux genres emo et pop punk, parmi tant d'autres.

## Histoire
Fondé le 6 juin 2000 par Jason Tate, le site web se consacre à l'industrie musicale et comprend des chroniques, interviews, articles, journaux de bord et photos. Il était à l'origine un fan site consacré à Blink-182 et MxPx.
En 2005, le site web compte six millions de visites par jour. Buzznet acquiert AbsolutePunk en mai 2008. La communauté d'AbsolutePunk comprend plus de 500 000 adeptes, l'une des plus grandes sur Internet.
Le 31 mars 2016, le fondateur, Jason Tate, obtiendra AbsolutePunk de SpinMedia (société mère de Buzznet) ; le site web fermera et sera inclus sur la plateforme sociale de Tate, Chorus.fm. Le 1er avril suivant, tous les noms de domaine associés à AbsolutePunk sont redirigés vers Chorus.fm.